# Margaret, Lady Moir
Margaret Bruce Pennycook, conocida como Margaret, Lady Moir, (Gorgier, 10 de enero de 1864-Knightsbridge, 5 de octubre de 1942) fue una tornera escocesa, ingeniera, organizadora de ayuda a los trabajadores, activista por el empleo y miembro fundadora de la Women's Engineering Society (WES). Más adelante se convirtió en vicepresidenta y presidenta de WES, y en 1934 en presidenta de la Asociación Eléctrica para Mujeres (EAW), posición desde la que expresó claramente su creencia de que 'el amanecer de la era totalmente eléctrica' estaba cerca. No tenía ninguna duda sobre la importancia de este desarrollo para liberar a las mujeres y permitirles seguir carreras fuera del hogar.
Moir recibió la Orden del Imperio Británico en reconocimiento a su trabajo durante la Primera Guerra Mundial en la organización del Programa de Ayuda de Fin de Semana para trabajadoras y en la recaudación de fondos para el Comité Nacional de Ahorros de Guerra. Como esposa de un destacado ingeniero civil Sir Ernest Moir (1862-1933), se describía a sí misma como "una ingeniera por matrimonio". Organizó un curso de ingeniería simplificado para mujeres en varios politécnicos, apoyó el trabajo de mujeres aviadoras pioneras como Mary Bailey (aviadora) y Amy Johnson, e hizo campaña durante toda su vida por un mejor acceso al empleo para las mujeres.
Según su amiga y colega Caroline Haslett, según escribió después de la muerte de Lady Moir en 1942, '[Gran Bretaña] habría tenido menos recursos en el número de mujeres ingenieras capacitadas y mujeres conocedoras de asuntos eléctricos si no hubiera sido por los consejos prácticos y el interés, y también el apoyo financiero de Margaret, Lady Moir."

## Biografía
Nació como Margaret Bruce Pennycook el 10 de enero de 1864 en Gorgier, Edimburgo, de John Pennycook, gerente de la cantera, y Margaret (de soltera Davidson). El 1 de junio de 1887 se casó con Ernest William Moir de South Queensferry en Dalmeny House. Tuvieron tres hijos: Reginald (Rex) nacido en 1893, quien murió en 1915 de meningitis; Arrol nacido en 1894, quien el 14 de junio de 1933 sucedió a su padre como segundo baronet Moir de Whitehanger; y Edward, nacido en 1907, que murió poco después de nacer. Después de su matrimonio, los Moir vivieron principalmente en Londres y, más tarde, en Whitehanger, Fernhurst, Surrey, aunque viajaron mucho.

## Carrera profesional
Margaret Moir viajó por todo el mundo con su esposo mientras él llevaba a cabo proyectos de ingeniería civil cada vez más ambiciosos. Ella se involucró de cerca en su trabajo, llamándose a sí misma una "ingeniera por matrimonio". Entre las muchas empresas importantes en las que Ernest Moir participó se encuentran el Puente Forth, el Túnel del río Hudson, el Túnel Blackwall y el Royal Albert Dock, ambos en Londres, el puerto de Dover (Kent) y el puerto de Valparaíso en Chile. Poco después del Levantamiento de los bóxers (1899-1901), los Moir viajaron por el interior de China para supervisar la construcción de un ferrocarril en Honan (Henan), a pesar de que a Margaret se le había negado el permiso debido a que se consideraba peligroso para una mujer occidental emprender tal viaje.

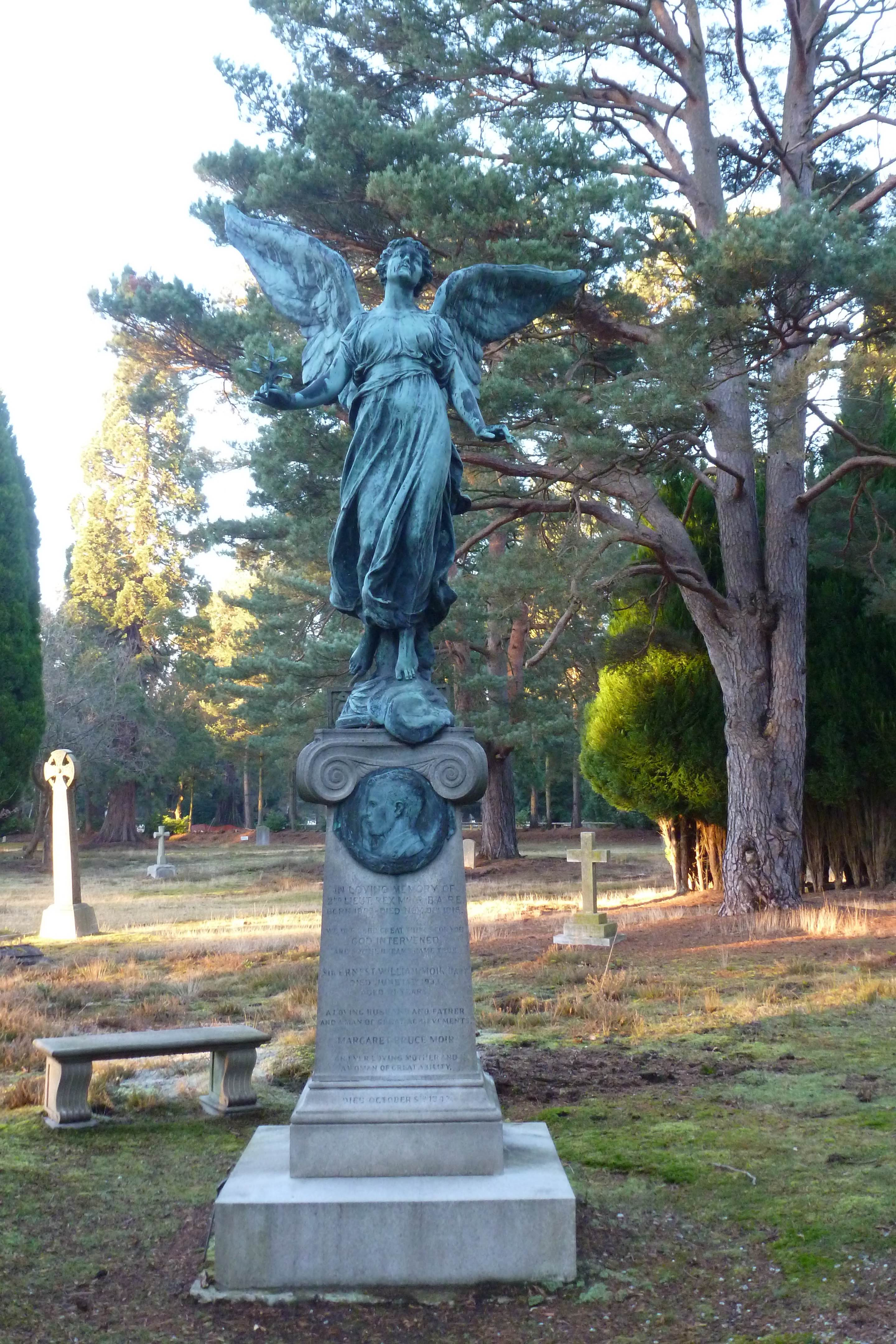
El espectacular monumento a la familia Moir en el cementerio de Brookwood, cerca de Woking, Surrey, Reino Unido.

Vio de primera mano los espantosos peligros a que se enfrentaban los trabajadores de las cabinas, las cámaras de aire comprimido utilizadas en la construcción de puentes: '[Bajamos] las escaleras peldaño a peldaño hasta llegar al piso de trabajo, el mar y el lodo líquido se mantiene completamente fuera del aire que se bombea continuamente desde arriba''. La espantosa tasa de muertes y lesiones por la enfermedad de las cabinas (también conocida como enfermedad por descompresión) llevó a Ernest Moir a inventar e implementar una 'esclusa de aire médica' para la recompresión y descompresión lenta de aquellos trabajadores que se sentían abrumados cuando llegaban a la superficie. En el caso del túnel del río Hudson, esto redujo la tasa de mortalidad anual de trabajadores del 25 al 1 por ciento.
Tras la finalización del túnel Blackwall en 1897, Margaret Moir se convirtió en la primera mujer en caminar bajo el río Támesis desde Kent hasta Middlesex. Luego "tuve que trepar unos 20 metros por una escalera suspendido en el aire y salir de la esclusa de aire", escribió más tarde, reconociendo que en ese momento no se había dado cuenta del peligro que suponía.
Tras la Crisis Shell de 1915 y el consiguiente empleo de un gran número de mujeres en las fábricas de municiones, la empatía de Margaret Moir con los trabajadores la impulsó a organizar un plan de ayuda para dar un respiro de fin de semana a los trabajadores a tiempo completo; Lady Moir y sus compañeras ocupaban sus lugares. Ella misma trabajó durante más de 18 meses como tornera.
Fue tesorera y secretaria del Comité Asesor de Mujeres del National War Savings Committee, y organizó una venta de títulos de ahorro de guerra y bonos de guerra en los grandes almacenes de Londres y en la estación Victoria, que supuestamente recaudó varios cientos de miles de libras. En reconocimiento a su trabajo durante la guerra, en 1920 Margaret Moir fue nombrada Oficial de la Orden del Imperio Británico (OBE).
Cuando se constituyó la Women's Engineering Society en 1919, Lady Moir fue miembro fundadora junto a Rachel Parsons, Lady Katharine Parsons, Eleanor Shelley-Rolls, Laura Annie Willson, Margaret Rowbotham y Janetta Mary Ornsby. Lady Moir se convirtió en presidenta de la sociedad en 1929 después de dos años como vicepresidenta. Fue durante su presidencia cuando se instigó un curso de ingeniería simplificado para mujeres en 1930 en varios politécnicos.
Después de haber apreciado los extraordinarios logros técnicos de la época, Lady Moir vio oportunidades para su aplicación en el hogar, y se convirtió en una de las primeros miembros y luego en presidenta de la Asociación Eléctrica para Mujeres. El trabajo de mujeres profesionales en muchas esferas le interesaba, y fue en su casa de Londres donde Mary, Lady Bailey y Amy Johnson dieron una conferencia a su regreso de sus vuelos, uno por África y el otro por Australia. Lady Moir apoyó a la Asociación de Vivienda para Mayores de 30 y patrocinó un piso totalmente eléctrico en un bloque de pisos construido para mujeres solteras que vivían solas.
Murió el 5 de octubre de 1942, a la edad de 78 años en su casa de Knightsbridge, Londres. Hay un monumento a la familia Moir en el cementerio de Brookwood, cerca de Woking en Surrey .